# Xian de Zhecheng
Le xian de Zhecheng (柘城县 ; pinyin : Zhèchéng Xiàn) est un district administratif de la province du Henan en Chine. Il est placé sous la juridiction de la ville-préfecture de Shangqiu.

## Démographie
La population du district était de 923 726 habitants en 1999.